# Полиморфизм уникального события
Полиморфизм уникального события (англ. unique event polymorphism/UEP) — в ДНК-генеалогии означает генетический маркер, соответствующий одной чрезвычайно редко возникающей мутации. Полагают, что все носители такой мутации наследуют её от одного предка и поэтому все случаи обнаружения данной мутации по всему земному шару являются следствием одного мутационного события.
Открытие и широкое тестирование на новые полиморфизмы уникальных событий являются ключевым инструментом для детального анализа отцовской и материнской родословной и создания наследственных деревьев ДНК Y-хромосомы и гаплогрупп митохондриальной ДНК.
Мутации, которые относят к полиморфизмам уникальных событий, как правило, являются однонуклеотидными полиморфизмами — заменой одного основания другим в последовательности ДНК, поэтому термины «полиморфизм уникального события» и «однонуклеотидный полиморфизм» часто являются взаимозаменимыми. Полиморфизмы уникальных событий также могут быть крупномасштабными, например, инсерция YAP, определяющая гаплогруппы Y-ДНК D и E, или делеции участков.

## Сравнение с короткими тандемными повторами (STRs)
Полиморфизмы уникальных событий можно противопоставить коротким тандемным повторам (STR) — ещё одной разновидности генетических вариаций, используемой в ДНК-генеалогии.
В отличие от полиморфизмов уникальных событий, последовательности коротких тандемных повторов (STR) имеют высокую вариабельность, и потому существует высокая вероятность того, что всего через несколько поколений один набор таких повторов может быть заменён другим набором с увеличенным числом повторов. Это делает отдельные гаплотипы коротких тандемных повторов более специфичными для отдельных групп людей. Однако это также означает, по крайней мере для маркеров коротких тандемных повторов Y-хромосомы, что совершенно несвязанные родословные могут иметь сходные комбинации маркеров коротких тандемных повторов в Y-хромосоме независимым образом.
В ряде редких случаев крупных делеций, вызывающих внезапные крупные изменения в числе STR-повторов в Y-хромосоме, маркеры Y-STR могут приобрести статус маркеров полиморфизмов уникальных событий. Такие случаи отличаются от увеличения или снижения количества повторов в разных родословных. Например, такие изменения в DYS 413 отличают гаплогруппы J2a1 и J2a в гаплогруппе ДНК Y-хромосомы J.